# Yoo Eun-mi
Yoo Eun-mi (9 de marzo de 2004)es una actriz surcoreana. Comenzó su carrera como actriz infantil en series como Jang Bo-ri is Here!  (2013) y la película The Fatal Encounter (2014).

## Filmografía

### Serie de televisión
| Año  | Título              | Rol                 | Red  |
| ---- | ------------------- | ------------------- | ---- |
| 2007 | That Woman Is Scary | SBS                 |      |
| 2008 | Daughter-in-Law     | Ma Ye-kyung         | SBS  |
| 2013 | Jang Bo-ri is Here! | Jang Bo-ri (joven)  | MBC  |
| 2014 | Trot Lovers         | Choi Byul           | KBS2 |
| 2015 | Blood               | Choi Soo-yeon       | KBS2 |
| 2017 | A Sea of Her Own    | Yoon Soo-In (joven) | KBS  |
| 2018 | Children of Nobody  | Lee Bit-na          | MBC  |

### Cine
| Año  | Título                       | Rol       |
| ---- | ---------------------------- | --------- |
| 2014 | The Fatal Encounter          | Bok-bing  |
| 2017 | A Taxi Driver                | Eun-jeong |
| 2019 | Mal-Mo-E: The Secret Mission | Soon-hee  |